# ミッション・デブポッシブル!
『ミッション・デブポッシブル!』（原題：胖子行动队、繁体字：胖子行動隊、英題：Fat Buddies）は2018年に制作された中国のアクション・コメディ映画。日本を舞台としている。主役のウェン・ジャンとバオ・ベイアル（包貝爾）は、特殊メイクで肥満体になっている。中国国内の公開日は2018年9月30日。この作品が、バオ・ベイアルの監督デビュー作となった。
日本未公開・ソフト未発売の作品であるが、日本のAmazonプライム・ビデオで視聴可能である。日本からは倉田保昭、かなで（3時のヒロイン）、木幡竜が主要キャストとして出演している。

## あらすじ
日本の北関東総合病院で警備員として働く中国人ハオ・インジュン（バオ・ベイアル）は体重150kgの肥満体で動きも鈍く、院長（倉田保昭）や同僚の警備員から日々バカにされる、うだつの上がらない日々を送っていた。同じ病院に勤める看護婦の美人妻・秀珠（クララ）との暮らしが、インジュンの唯一の救いであった。
ある日、治療費を払っていない男（ウェン・ジャン）が病院から脱走騒動を起こす。コードネーム「J」と名乗る体重150kgの男は正体不明だが、自らを秘密組織のエージェントであるとインジュンに説明した。警官の家系に生まれたインジュンは、自分の能力を証明するため、「J」の危険なミッションに加わることを決意する。
インジュンが「J」を担架に乗せて病院からの脱走を支援する途中で、ヤクザの組長（木幡竜）の妻で、出産を控えた久美子（かなで）の担架と入れ替わるなどの騒動が起こるが、「J」はインジュンとともに病院からの脱出に無事成功する。
日本で慈善事業家として活動する中国人資産家の麦天佑（郭京飛）は、裏で麻薬工場を運営していた。「J」とインジュンは麦の事務所（日本風の城）で開催されているパーティーに潜入。手下の「F」から麻薬工場の場所を聞き出し、麻薬生産ラインの破壊に成功するが、脱出時の騒動で警察に捕まってしまう。
偶然ヤクザの組長と同じ拘置所の部屋に入れられたところ、ホイールローダーに乗った久美子が拘置所に突入。「J」とインジュンは、ヤクザの組長とともに脱獄に成功するが、警察から指名手配されてしまう。その後、「J」とインジュンは一旦喧嘩別れする。
インジュンと別れた「J」は「Aレベル」の任務中、敵組織の女性エージェント（宋佳）に頭部を銃撃されたことを思い出す。銃撃により「J」は頭蓋内の視床下部に損傷を受け、甲状腺機能低下症によって体重が激増するとともに、重度の居眠り病（ナルコレプシー）に苦しむようになっていた。このことにより「J」はエージェント組織から格下げ扱いとなったが、「J」はその後も未だに自分自身をエースエージェントと見なしていた。
「J」は組織から新たなタスクを命じられるが、機密文書を入手するだけの単純な「Dレベル」の任務に過ぎず、支給された活動費もわずか20,120円に過ぎなかった。日本の駅のコインロッカーに隠されていた機密文書を手に入れた後に「J」は居酒屋に入り、組織に無断で文書の入った封筒を開けた。そこには「Aレベル」の任務として、日本で麻薬組織を牛耳る麦一味を摘発するための情報が書かれていたが、「J」は居酒屋で気を失ってしまう。その後、「J」は北関東総合病院に搬送されたのであった。
思い直した「J」はインジュンと仲直りし、麦の麻薬工場で再開する。「J」とインジュンは、麻薬工場から出てきた霊柩車を追跡し、葬式場で棺の裏に隠されていた大量の麻薬の存在を暴く。さらに、棺の中に入っていた死人が、実は生きていたことも判明。葬式に見せかけた大規模な麻薬取引だったのである。関係者は茨城県警に逮捕され、大量の麻薬が押収された。「J」とインジュンは麻薬の摘発に貢献したことから指名手配が解除され、無罪放免となった。
自宅でくつろいでいるインジュンのスマートフォンに、麦から電話がかかってくる。麦一味は、インジュンの妻・秀珠を拉致し、麻薬と引き換えに秀珠を解放することを提案してきた。「J」とインジュンは「フェラーリ借ります」の置き紙とともに院長のフェラーリ458スパイダーを乗り逃げして、秀珠が囚われている相撲競技場に向かうのであった。

## キャスト

### 主人公と周辺関係者
- 「J」[注 3]：ウェン・ジャン（中国語版）（文章）

本作の主人公。エージェントで、コードネームは「J」。本名は「賈建軍（ジア・ジャンジュン、ピンイン：Jiǎ Jiàn Jūn）」という設定で、名前のイニシャルにJが3つ並んでいる。任務中に頭部を狙撃されたことにより脳に異常が起き、体重150kgの肥満体になってしまった。
- ハオ・インジュン（郝英俊）：バオ・ベイアル（中国語版）（包貝爾）

本作のもう一人の主人公で、北関東総合病院の中国人警備員。「J」と同様に体重150kgの肥満体である。
- 金秀珠：クララ

インジュンの妻で、北関東総合病院の看護婦。名前は韓国風だが、本作では日本人という設定になっている。現在はモデル並みのスレンダーな体型だが、以前はインジュンと同様の肥満体であった。
- 北関東総合病院院長：倉田保昭

病院の院長。警備員のインジュンに常に辛く当たるが、終盤で自身のフェラーリを「J」とインジュンに乗り逃げされてしまう。

### 麻薬組織の関係者
- 麦天佑[注 1]：郭京飛（中国語版）

麻薬生産・販売組織の中国人ボス。表向きは慈善活動家を装っている。
- 初夏：辣目洋子（百度百科へのリンク（簡体字中国語））

麦の手下の女性。終盤で正体が明かされる。
- K：曾一竣（百度百科へのリンク（簡体字中国語））

麦の手下で、ビジュアル系の若い金髪の男。手には武器ではなく、常に携帯ゲーム機を持っている。
- F：許君聰（百度百科へのリンク（簡体字中国語））

麦の手下で、刺青を入れた禿頭の男。なぜか「J」とインジュンに常にひどい目に遭わされる。
- C：張夢露（中国語版）

麦の手下で、赤い髪の女。全身に刺青が入っており、両手で日本刀を使いこなす。

### ヤクザ関係者
- ヤクザの組長：木幡竜

ヤクザの組長。久美子の夫。
- 久美子：かなで（上田奏：3時のヒロイン）

ヤクザの組長の妻。出産のため北関東総合病院に入院していたが、「J」の脱走の際に担架が入れ替わってしまい、救急車の車内で3つ子を出産する。夫が捕まるとホイールローダーで拘置所を破壊し、脱獄を助ける。
- ヤクザの組員：陳作深（百度百科へのリンク（簡体字中国語））

### 警察関係者
- 戚警官：戚玉武（中国語版）

中国語が話せる茨城県警の警察官で、シンガポール人という設定。「J」とインジュンに対する取り調べを行う。

### 「J」の回想シーン
- 美人エージェント：宋佳

カメオ出演。「J」の敵組織に所属しており、「J」の頭を拳銃で撃ち抜く。
- 海岸の美女：賈玲（中国語版）

カメオ出演。「J」の初恋の女性。エンドロールで顔が出てくる。

## 製作
- 本作は「『キングスマン』のような映画を作りたいが、彼らには勝てない。お笑いの方向に振ると、面白い作品が作れるのではないか？」という、バオ・ベイアルのアイデアを元に制作された[4]。
- 本作の邦題は『ミッション・デブポッシブル』となっているが、麻薬工場生産ラインの爆破シーン（煙の炎上シーン）や、「J」が所属する組織の本部のセットなど、『キングスマン』を意識している部分が存在する。
- 本作の撮影は日本、北京、内モンゴル自治区アルシャー（阿拉善）の3エリアで行われた[5]。
- 特殊メイク用の肉じゅばんを製作するため、最初にバオ・ベイアルとウェン・ジャンの顔や体などを石膏で型取りした。肉じゅばんは、特殊フィルムとシリコーンから構成され、主役兼監督のバオ・ベイアルによると、肉じゅばんの製作には数ヶ月かかったという[4]。
- 肥満体の特殊メイクは、毎回3時間をかける必要があった。また、メイクの取り外しにも長時間を要した[5]。
- バオ・ベイアルの娘が、太った特殊メイクをしてカツラを被った父親を初めて見たとき、泣き出してしまった。彼女は髪がない父親[注 6]が可愛いと思っているので、特殊メイク（本作のインジュンの姿）をしている父親を他人だと思った[4]。